# 680
680 (DCLXXX) je bilo prestopno leto, ki se je po julijanskem koledarju začelo na nedeljo.

## Dogodki
- Ustanovljeno Prvo bolgarsko cesarstvo, ukinjeno leta 1018.

## Rojstva
- Omar ibn Hubajra al-Fazari, omajadski general († 720)

## Smrti
- 26. april - Muavija I., prvi kalif Omajadskega kalifata (* okoli 602)

Neznan datum
- Ašina Nišufu - kagan Vzhodnega turškega kanata (* ni znano)